# Arriana
Arriana (græsk: Αρριανά, tyrkisk: Kozlubekir) er en kommune i den regionale enhed Rhodope, i periferien Østmakedonien og ThrakienGrækenland. Kommunens hjemsted er i byen Fillyra.

## Kommune
Kommunen Arriana blev dannet ved kommunalreformen i 2011 ved sammenlægning af følgende 4 tidligere kommuner, der blev til kommunale enheder:
- Arriana
- Fillyra
- Kechros
- Organi

Kommunen har et areal på 771.2 km².